# Slunečnicové hnutí

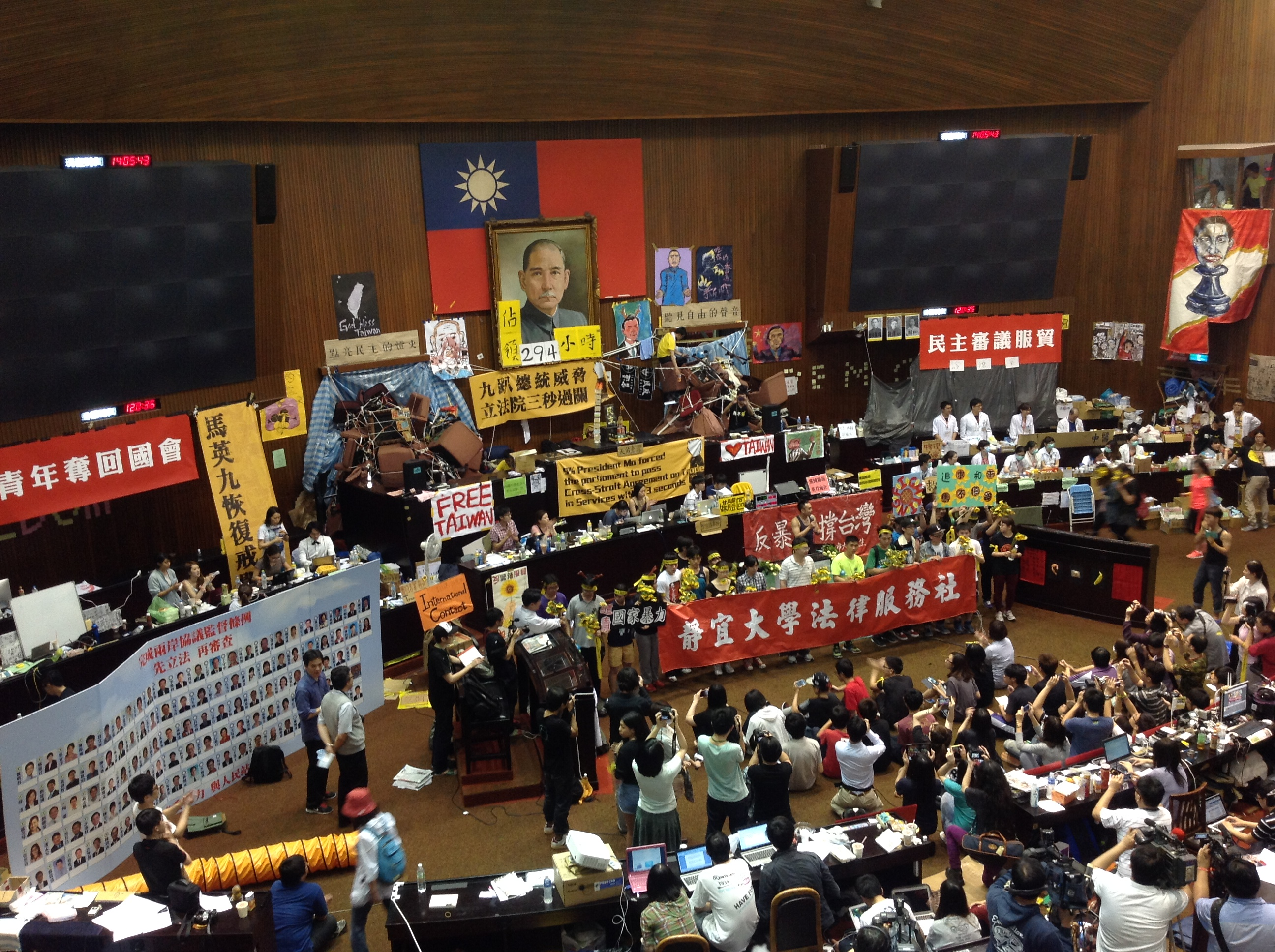
Okupace Legislativního Yuanu demonstranty

Slunečnicové hnutí či Slunečnicová revoluce nebo také Hnutí 318 (tradiční znaky: 太陽花學運; pchin-jin: Tàiyáng huā xué yùn; tchajwansky Thài-iông-hoe Ha̍k-ūn; český přepis: Tchaj-jang chua süe jün) bylo protestní hnutí na Tchaj-wanu organizované převážně studenty proti tehdy vládnoucímu Kuomintangu vrcholící v období mezi 18. březnem a 10. dubnem 2014.

## Příčiny a události

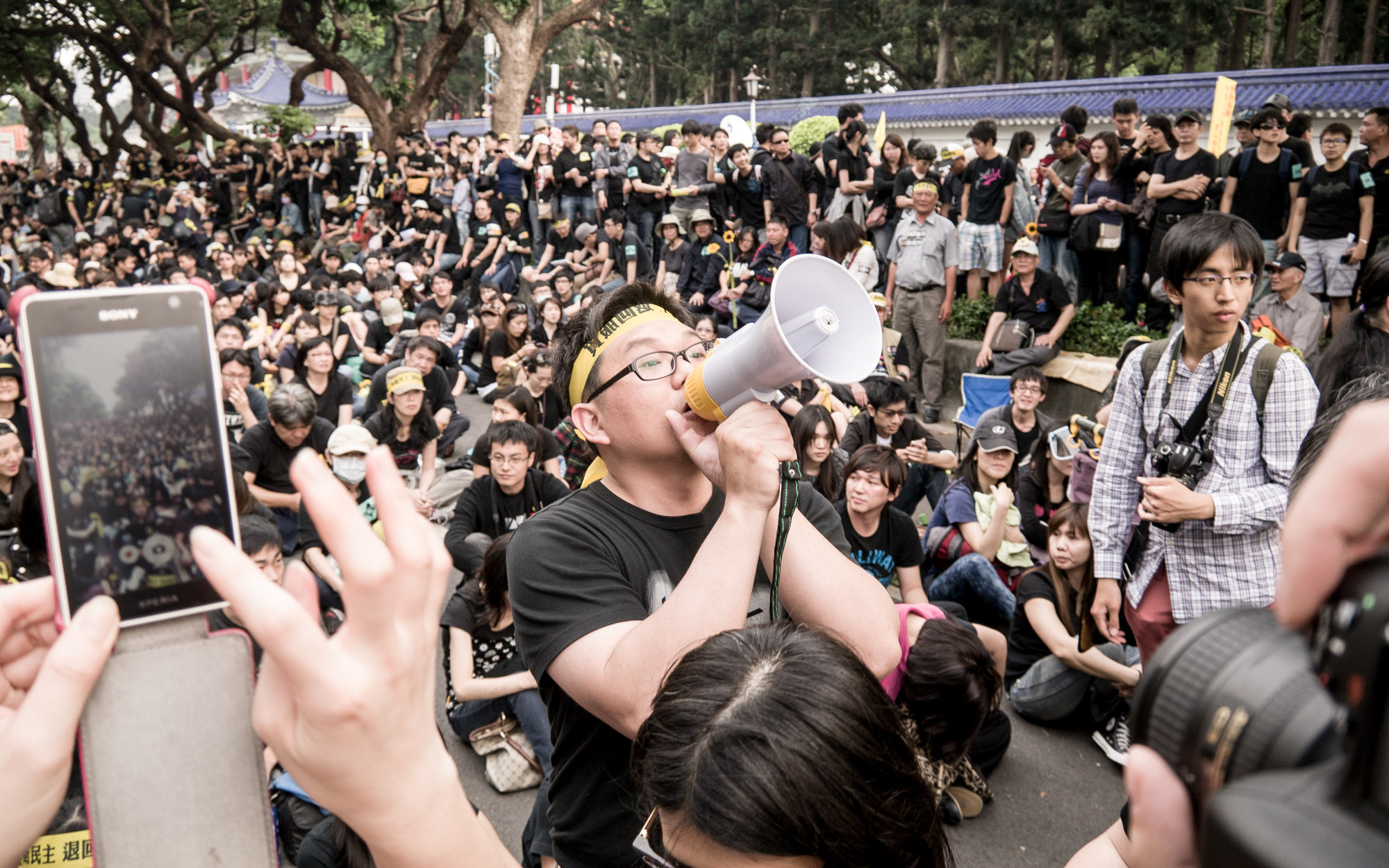
Demonstrace 30. března před prezidentským úřadem

Hlavním důvodem demonstrací byla obchodní dohoda (The Cross Strait Service Trade Agreement, znaky: 海峽兩岸服務貿易協議) usnadňující příliv investic (v sektoru služeb) mezi Tchaj-wanem pod vedením Ma Jing-ťioua a Čínou (ČLR). Demonstranti se obávali, že se Tchaj-wan prostřednictvím těchto dohod stane ekonomicky a politicky příliš závislým na ČLR a postupně tím ztratí svrchovanost. Netransparentní a urychlené kroky vlády k prosazení dohody byly kritizovány a protestující studenti následně na 24 dní obsadili budovu parlamentu (Legislativní Jüan) za účelem zabránění ratifikace dohody. Okupaci provázely demonstrace v ulicích Tchaj-peje čítající až 500 tisíc protestujících.
6. dubna předseda parlamentu Wang Jin-pyng oznámil odložení ratifikaci smlouvy a souhlas se zavedením monitorujících mechanismů a čtení prověřující každou smlouvu mezi Tchaj-wanem a Čínou, které studenti také požadovali. Den nato demonstranti oznámili, že budovu parlamentu 10. dubna po vyčištění vyklidí. V důsledku událostí hnutí k ratifikaci smlouvy nikdy nedošlo.

## Důsledky
Události měli významný vliv na tchajwanskou politiku. Vládnoucí Kuomintang utrpěl porážku jak v komunálních volbách téhož roku, tak v prezidentských a parlamentních v roce 2016. Z hnutí později vzešly občanské iniciativy a nové politické strany jako New Power Party či Sociálně demokratická strana, které jsou součástí politického jevu známého jako "třetí síla" (第三勢力), ve kterém se nové politické strany snaží nabídnout alternativu k tradičnímu uspořádání tchajwanské politiky ovládané zeleným táborem v čele s DPP a modrým táborem vedeném Kuomintangem.

## Název
Název hnutí vzešel z momentu, kdy sympatizující květinář okupantům parlamentu daroval 1000 slunečnic, které byly přijaty jako symbol „východu slunce“ v temných časech. Název je také inspirován Hnutím Wild Lily (Hnutí divoké lilie, znaky: 野百合學運), významná událost v dějinách demokratizace Tchaj-wanu v roce 1990, při které demonstranti mimo jiné požadovali přímé volby prezidenta a která také nesla název květiny, v tomto případě tchajwanské lilie jako symbol statečnosti.